# 106e méridien ouest
En géographie, le 106e méridien ouest est le méridien joignant les points de la surface de la Terre dont la longitude est égale à 106° ouest.

## Géographie

### Dimensions
Comme tous les autres méridiens, la longueur du 106e méridien correspond à une demi-circonférence terrestre, soit 20 003,932 km. Au niveau de l'équateur, il est distant du méridien de Greenwich de 11 800 km,.
Avec le 74e méridien est, il forme un grand cercle passant par les pôles géographiques terrestres.

### Régions traversées
En commençant par le pôle Nord et descendant vers le sud au pôle Sud, Le 106e méridien ouest passe par:
| Coordonnées           | Pays, territoire ou mer   | Notes |
| --------------------- | ------------------------- | --- |
| 90° 00′ N, 106° 00′ O | Océan Arctique            | |
| 78° 10′ N, 106° 00′ O | Détroit de Maclean        | |
| 77° 45′ N, 106° 00′ O | Canada                    | Nunavut — Île Lougheed |
| 77° 41′ N, 106° 00′ O | Canal de Byam Martin (en) | |
| 76° 01′ N, 106° 00′ O | Canada                    | Nunavut — Île Melville |
| 75° 03′ N, 106° 00′ O | Canal de Parry            | Détroit du Vicomte-Melville |
| 73° 44′ N, 106° 00′ O | Canada                    | Nunavut — Île Stefansson, Île Victoria et l'Archipel de Finlayson (en) |
| 69° 06′ N, 106° 00′ O | Détroit de Dease          | |
| 68° 54′ N, 106° 00′ O | Canada                    | Nunavut Territoires du Nord-Ouest — à partir de 64° 34′ N, 106° 00′ O Saskatchewan — à partir de 60° 00′ N, 106° 00′ O |
| 49° 00′ N, 106° 00′ O | États-Unis                | Montana Wyoming — à partir de 45° 00′ N, 106° 00′ O Colorado — à partir de 41° 00′ N, 106° 00′ O Nouveau-Mexique — à partir de 37° 00′ N, 106° 00′ O, passe par Santa Fe (à 35° 39′ N, 106° 00′ O) Texas — à partir de 32° 00′ N, 106° 00′ O |
| 31° 23′ N, 106° 00′ O | Mexique                   | Chihuahua Durango — à partir de 26° 49′ N, 106° 00′ O Sinaloa — à partir de 24° 10′ N, 106° 00′ O |
| 22° 48′ N, 106° 00′ O | Océan Pacifique           | |
| 60° 00′ S, 106° 00′ O | Océan Austral             | |
| 75° 15′ S, 106° 00′ O | Antarctique               | Liste des territoires non revendiqués |